# Conhelo
Conhelo é um município da província de La Pampa, na Argentina.